# Cersei Lannister
Cersei Lannister szereplő George R. R. Martin amerikai író A tűz és jég dala című fantasy-dráma regénysorozatában, illetve annak televíziós adaptációjában, a Trónok harcában.
Az 1996-ban megjelent Trónok harca című könyvben tűnik fel először, mint a Lannister-háznak, Westeros egyik legvagyonosabb és legbefolyásosabb nemesi családjának tagja. Cersei a Királyok csatája (1998) és a Kardok vihara (2000) című regényekben is szerepel. A 2005-ben publikált Varjak lakomája és a Sárkányok tánca (2011) című folytatásokban jelentős nézőpontkarakterré válik. Az előkészületben lévő Wind of Winter című hatodik kötetben is szerepelni fog.
A történet szerint Cersei Lannister Robert Baratheon király feleségeként a Hét Királyság királynéja címet viseli. A királyné apja, Tywin Lannister szervezte meg a házasságot, miután Cerseit nem sikerült hozzáadni a lány által is vágyott kérőjéhez, Rhaegar Targaryen herceghez – a Targaryen-ház Robert általi megbuktatása miatt, melyben Tywin is kivette a részét, befolyásos szerepre téve szert az új uralkodó udvarában. Cerseinek két testvére van: egy ikertestvére, Jaime Lannister (akivel titkos vérfertőző viszonyt ápol és három gyermekét – Joffrey, Myrcella és Tommen Baratheont – is ő nemzette), valamint egy öccse, Tyrion Lannister, akit Cersei szívből gyűlöl. Apjához hasonlóan Cerseit is a politikai hatalom akár gátlástalan eszközökkel történő megszerzésének vágya hajtja.
A HBO Trónok harca című televíziós sorozatában Cerseit Lena Headey angol színésznő alakítja (magyar hangja Bertalan Ágnes). Headey színészi játékát méltatták a kritikusok: négy Primetime Emmy- és egy Golden Globe-jelölést kapott, valamint a többi szereplővel együtt több Screen Actors Guild-díjra is jelölték.

## A szereplő
Már George R. R. Martin könyvsorozatának 1996-ban megjelent első kötetéből, a Trónok harca című részből kiderül, hogy Cersei Lannister egy politikai ambíciókat dédelgető, manipulatív, ravasz és szadista karakter, aki ikertestvérével, Jaime Lannisterrel vérfertőző kapcsolatban van. Cersei a Lannister-ház urának, Tywin Lannister és felesége Joanna Lannister legidősebb gyermekeként született, alig pár perccel előbb, mint Jaime. Legfiatalabb testvére Tyrion, akit születésétől fogva gyűlöl, ugyanis őt okolja anyja haláláért, aki belehalt fia születésébe. Miután Cerseit hozzáadták a felkelésből győztesként kikerült és királlyá lett Robert Baratheonhoz, a kapcsolatuk a kezdetektől fogva hűvös volt, később pedig nyíltan ellenségessé is vált. Cersei három gyermeke, legidősebb fia Joffrey, lánya, Myrcella és legfiatalabb gyermeke, Tommen, mind a testvérével, a Jaime-vel folytatott vérfertőző kapcsolat eredménye.

## Szerepe az HBOTrónok harcacímű sorozatában

### Első évad
Cersei a férje, Robert Baratheon, a Hét Királyság királya oldalán érkezik Deresbe Ned Starkhoz. Itt meglátja Bran Stark, Észak urának egyik fia, ahogy a bátyjával, Jaime-vel szeretkezik, ezért a férfi a fiút kilöki az ablakon. Királyvárba visszatérvén Cersei aggodalma növekszik, hogy férje rádöbben, a gyerekeik, Joffrey, Myrcella és Tommen nem tőle, hanem Jaime-től származnak, ezért megbízza unokaöccsét, Lancelt, hogy itassa le a királyt, amikor az vadászaton vesz részt. A merénylet sikerrel jár, a királyt halálosan megsebesíti egy vadkan. Ned hamarosan rájön a titokra, de Kisujj elárulja őt, mikor az északi bejelenti, hogy nem Joffrey a jogos örökös, így börtönbe vetik. Jaime-t foglyul ejti Robb, Ned bosszús fia. Joffrey, anyja és sokak akarata ellenére, kivégezteti Nedet, aki egyébként jegyesének, Sansának is az apja.

### Második évad
Királyvárba érkezik Cersei törpe öccse, Tyrion hogy felvegye feladatait mint Király Segítője. Közte és nővére között egyre inkább fokozódik a mindig is jelenlévő ellentét. Robb békét ajánl Cerseinek, aki visszautasítja. Tyrion kémkedni kezd a régenskirálynő után, ő pedig Ros elfogásával fenyegetőzik, akit Tyrion szeretőjének hisz. Hamarosan megérkezik a trónbitorló Stannis Baratheon. A feketevízi csata alatt Sansával és más udvarhölgyekkel borozgat.

### Harmadik évad
Joffrey felbontja jegyességét, Sansával, hogy elvehesse az új szövetségesük, a
Tyrell-ház Margaery nevű leányát. A kiskirálynő Királyvár árváit segíti Cersei bosszúságára. Kiderül, hogy Olenna Tyrell Sansát Lorashoz, Margaery fivéréhez akarja adni. Tywin, Cersei apja azonban Cersei kezét szánja a férfinak. Végül a Töviskirálynő is beleegyezik ebbe, de a régenskirálynő nem akar a felesége lenni. Jaime visszaérkezik Királyvárba, s találkozik nővérével.

### Negyedik évad
Joffrey és Margaery menyegzőjén a királyt megmérgezik. Cersei az öccsét, Tyriont vádolja meg a gyilkossággal. Jaime meggyőződik az Ördögfejóka ártatlanságáról, de Cersei nem hallgat rá, és megparancsolja, hogy ölesse meg a szökött Stark lányokat, Aryát és Sansát (utóbbi a zűrzavar közepette elmenekült Kisujj segítségével). Tyrion pere előtt mindenkit maga mellé próbál állítani sikerrel, például a törpe szeretőjét, Shae-t, a barátját, Varyst és Pycelle nagymestert. Tyrion párbaj általi ítéletet követel, ahol a bajnoka Oberyn Martell lesz, Cerseié pedig Gregor Clegane, a "Hegy". A harc közben mindketten életüket vesztik, így Tyriont halálra ítélik, s börtönbe vetik. Tywin Cerseit továbbra is Loras Tyrellhez akarja kényszeríteni.

### Ötödik évad
Tywin halott, a szökésben lévő Tyrion ölte meg. Cersei a temetésén nekitámad Jaime-nek, hisz a férfi engedte a törpét elmenekülni. Királyvárba érkezik unokatestvérük, Lancel Lannister, aki a Hit harcosainak tagja lett, s a vallási vezető, a Főveréb csodálója. Joffrey öccse és utódja, Tommen király elveszi Margaeryt, aki elkezdi győzködni, hogy küldje vissza anyját a Kaszter-hegyre. Lancel erkölcstelenségen kapja a Főseptont, s Cersei javaslatára a Főverébnek adják a címet. Az letartóztatja Lorast homoszexualitásáért Margaery dühe ellenére. Kisujj Királyvárba érkezik, s elárulja Cerseinek Sansa és Ramsey házasságát. Olenna Loras szabadon engedését követeli Cerseitől, s közli, ellenben vége a szövetségüknek. Loras kihallgatásán Margaery tagadja bátyja fajtalanságát, de Olyvar, a férfi ágyasa mindent bevall Cersei bíztatására, aki bűntetlenséget ígért neki. Így Margaery is rács mögé kerül. A feldühödött Olenna Tyrell Kisujj segítségével a Főveréb tudtára adja, hogy Cersei lefeküdt Lancellel, ezért őt is bebörtönzik. Bár megszégyenítő bánásmódot alkalmaznak, Cersei sokáig nem vallja be bűneit. Mikor végre megtör, meztelenül kell végigvonulnia a városon. Ezután viszont Qyburn megajándékozza az általa feltámasztott Gregor Clegane-nel, aki csak Cerseit szolgálja.

### Hatodik évad
Cersei és Jaime kénytelenek összefogni nagybátyjukkal, Kevan Lannisterrel és Olenna Tyrell-lel a fiuk, Tommen király ellen, aki felett egyre nagyobb befolyással bír a Főveréb. Miután nem sikerül a két Tyrellt, Lorast és Margaeryt kiszabadítani, Margaery kérésére Olenna elhagyja Királyvárat, így Cersei hoppon marad. Végképp kétségbeesik, amikor megtudja, Tommen eltörölte a párbaj általi ítéletet. Azonban megerősítést nyer Aerys király futótüzének létezéséről, és Qyburn segítségével felrobbantja vele Baelor Szentélyét, a halálba küldve többek között Margaeryt, Lorast, Mace Tyrellt, a Főverebet, Lancelt és Kevant. Pycelle nagymestert pedig Qyburn öleti meg „kis madaraival”. Tommen felesége elvesztése miatt öngyilkos lesz, kiugrik az ablakon. Cersei tehát riválisok nélkül marad Királyvárban, és királynővé koronáztatja magát.

### Hetedik évad
Westerosra érkezett a trónkövetelő Daenerys Targaryen, Aerys király száműzött lánya. Jaime kétségbeesik, de Cersei megnyugtatja, hisz melléjük állt a Vas-szigetek ura, Euron Greyjoy. A férfi Cersei kezét kéri, aki visszautasítja, de Euron megígéri, hogy hamarosan visszatér egy jegyajándékkal. Cersei felkészíti a sereget Daenerys támadására. Euron elhozza Cerseinek Homok Ellariát és lányát, akit a nő ugyanazzal a méreggel öl meg, mint Ellaria Myrcellát. A Vasbank a Korona adósságait akarja, s Cersei biztosítja őket a tartozások behajtásáról, így támogatást adnak. Jaime meggyőzi nővérét, hogy üljenek meg egy tanácsot Daenerysszel a Mások ellen. Cersei látszólag belemegy a szövetségbe, de később bevallja Jaime-nek, hogy nem szándékozik összefogni Daenerys seregével. A férfi dühösen elhagyja Királyvárat.

### Nyolcadik évad
Cerseit Qyburn értesíti arról, hogy az Éjkirály és serege áttört a Falon, miközben ő az Arany Kompánia, egy essosi zsoldoshadsereg érkezésére vár. A sereg Euron Vasflottájával érkezik Királyvárba és kapitányuk, Harry Strickland üdvözli Cerseit, majd közli vele, hogy elefántokkal nem rendelkeznek, Cersei nagy elkeseredettségére. Ezután Euron Cersei-el tölti az éjszakát. Eközben Qyburn Cersei megbízatásából egy számszeríjat nyújt át Bronn-nak, azt amivel Tyrion megölte Tywint. Az a feladata, hogy a fegyverrel leölje a Lannister-fivéreket, Jaime-t és Tyriont, költői igazságszolgáltatás gyanánt. Ez a feladat – mint később kiderül – nem jár sikerrel.
A deresi csata után Cerseinek végül Daenerysszel és szövetségeseivel kell szembe néznie. Királyvár szegény lakosainak menedéket biztosít a Vörös Erődben, pajzsként használva a civileket Daenerys ellen. Mikor Daenerys sárkányaival és seregével Sárkánykőre érkezik, a Vasflotta, Euron vezetésével váratlanul támadást indít ellenük. A Skorpiókkal lelövik Daenerys egyik sárkányát, Rhaegalt, flottáját megrongálják, Missandei-t pedig túszként tartják fogva. Királyvár falainál tárgyalást intéznek egymással Cerseiék és Daenerysék. Tyrion megpróbálja meggyőzni Cerseit, de ő nem enged és Gregor Clegane-nel lefejezteti Missandei-t. Később a királyvári csata során Daenerys megsemmisíti az Arany Kompániát, felgyújtja a Vasflottát és elpusztítja a Skorpiókat. Ezután utolsó sárkányával, Drogonnal a harangok megszólalására vár, amely a város megadását jelzi. A harangok megszólalnak, de Daenerys dühe hajthatatlan. A sárkánnyal elkezdi felégetni a várost a civilekkel együtt, majd a Vörös Erődöt is, amelyből Cersei megpróbál elmenekülni. Végül Cersei találkozik Jaime-vel, akit Tyrion utasított, hogy meneküljön el Cerseivel. Ketten egy alagúton át próbálnak kijutni, de a törmelék elállja útjukat, majd egymás karjaiban meghalnak, ahogy a sziklák rájuk omlanak. A csata után Tyrion megtalálja holttestüket, mély bánatot és gyászt kiváltva belőle.

## Fordítás
- Ez a szócikk részben vagy egészben  a   Cersei Lannister című angol Wikipédia-szócikk fordításán alapul.  Az eredeti cikk szerkesztőit annak laptörténete sorolja fel. Ez a jelzés csupán a megfogalmazás eredetét és a szerzői jogokat jelzi, nem szolgál a cikkben szereplő információk forrásmegjelöléseként.